# Pimelia confusa
Pimelia confusa es una especie de escarabajo del género Pimelia, tribu Pimeliini, familia Tenebrionidae. Fue descrita científicamente por Senac en 1884.

## Descripción
Mide 22-27 milímetros de longitud.

## Distribución
Se distribuye por Túnez, en el municipio de Naftah.